# Ethereal Veiled Existence
Ethereal Veiled Existence prvi je EP nizozemskog simfonijskog black metal-sastava Carach Angren. Sastav je samostalno objavio EP 2005. godine.

## O albumu
Ethereal Veiled Existence je konceptualni EP čiji su tekstovi pjesama bazirani na priči o Smeđoj dami, duhu koji navodno prebiva u dvorani Raynham u Norfolku, Engleskoj.

## Popis pjesama
Tekstovi: Seregor. 
| 1.    | »There Was No Light«        | 1:22 |
| 2.    | »The Ghost of Raynham Hall« | 4:54 |
| 3.    | »After Death Premises«      | 4:15 |
| 4.    | »Ethereal Veiled Existence« | 5:25 |
| 5.    | »Yonder Realm Photography«  | 5:50 |
| 21:46 |                             |      |

## Zasluge
| Carach Angren - Seregor – vokali, gitara, naslovnica - Ardek – prateći vokali, klavijature, klavir, orkestracija - Namtar – bubnjevi, perkusija | Ostalo osoblje - Erik Wijnands – fotografija |